# 연합 노보로시야군
연합 노보로시야군(러시아어: Объединённые Вооруженные Силы Новороссии 오베디뇨니에 보루제니에 실리 노보로시[*], 영어: United Armed Forces of Novorossiya)은 미승인국 노보로시야 연방국의 군(軍) 역할을 하는 무장조직이다. 2014년 3월부터 도네츠크 인민공화국에서 활동했던 돈바스 인민군(러시아어: "Народное ополчение Донбасса" 나로드노에 오폴체니에 돈바사[*])과 루간스크 인민공화국의 루간스크 남동군(러시아어: Армия Юго-Востока 아르미야 프고보스토카[*])의 연합체로서 2014년 9월 16일 성립되었다. 본부는 크라스노돈에 있다.

## 역사

### 돈바스 인민군

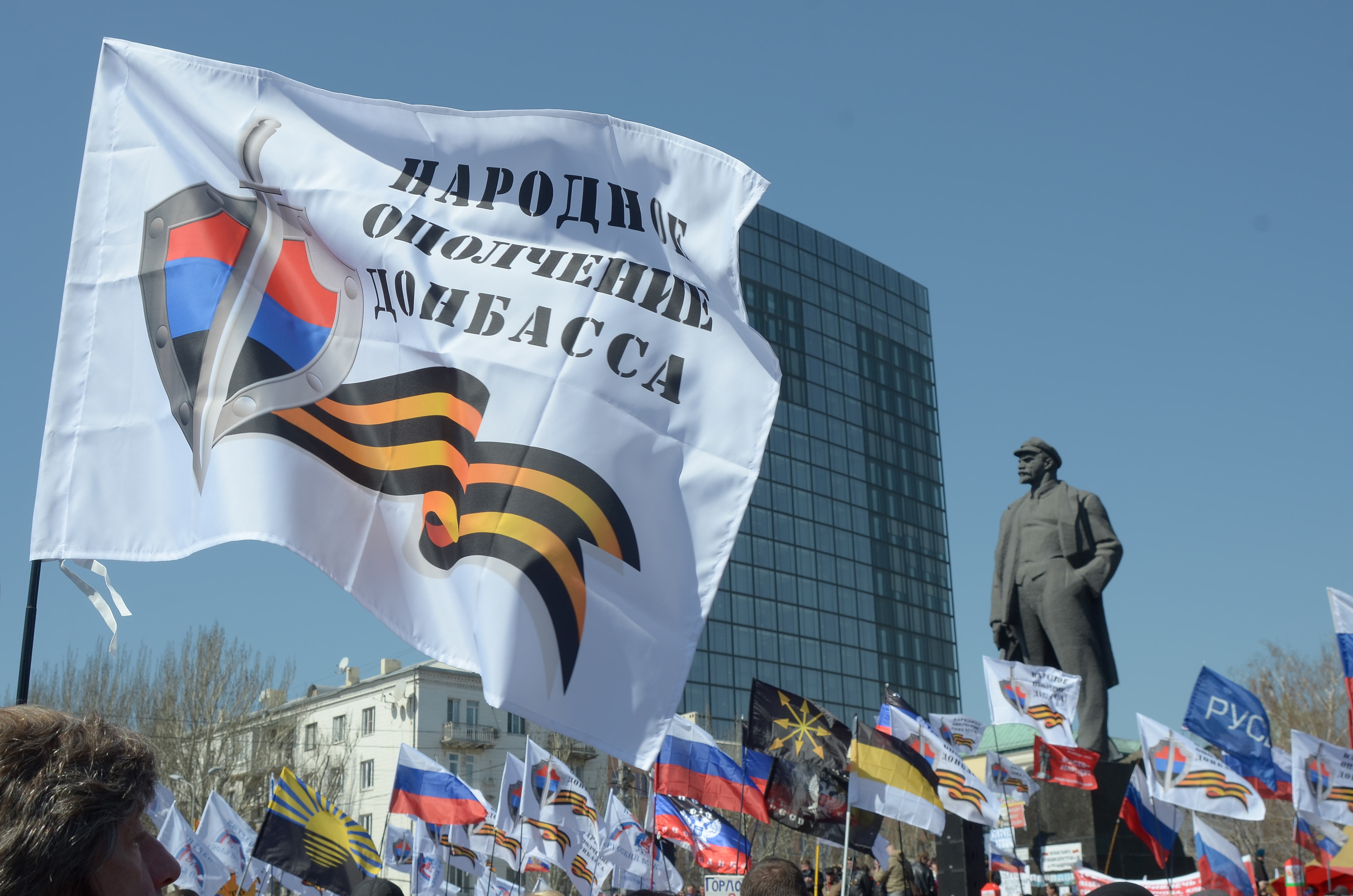
2014년 4월 6일, 돈바스 인민군의 행진.

2014년 3월 2일 이후 도네츠크주의 시위대들은 도네츠크의 미래를 정의할 국민 투표를 위한 서명 운동에 들어가기 시작했다. 돈바스 인민군의 구성원들이 이들 사이에 있었다.
돈바스 인민군은 병력 대부분이 민간인으로 서로 일치하지 않는 유니폼과 불분명한 정체성 등 비공식적인 민병대였다. 이 단체는 주로 도네츠크주와 루한스크주에서 활동하며, 2014년 3월 현재 도네츠크 '인민의 주지사' 파벨 구바레프의 지원으로 2014년 우크라이나 친러시아 시위에 참여하고 있었다. 구바레프는 이전에 네오나치 단체인 러시아 국가단결당 준군사의 옛 참여자였다.
- 2014년 4월 초 이후 무장 단체들이 도네츠크, 하르키우,[7] 크라마토르스크, 슬로우얀스크[12][13] 등 동부 우크라이나의 여러 지역청사 및 정부청사의 통제권을 장악했다.
- 2014년 4월 8일: 또 다른 지역청사 점령 시도 이후 우크라이나 육군 및 보안군은 하르키우의 정부 청사 대테러 작전을 통해 정부가 완전히 건물 통제권을 장악했고 친러시아 분리주의자들을 내쫓았다.[14]
- 2014년 4월 12일: 도네츠크 인민 공화국의 지지자들과 돈바스 인민군이 슬로우얀스크를 장악하고 곳곳에 검문소와 바리케이드를 세웠다.[15]
- 2014년 4월 13일, 새로 설립된 우크라이나 정부는 분리주의자들에게 무장 해제 또는 "본격적인 대테러 작전을 맞을 것"을 선택하라는 최후통첩을 내렸다.[6] 또한, 같은 날 슬로우얀스크 근처에서 무장 괴한과 우크라이나 육군 간의 총격전으로 양측에 사상자가 발생했다고 전했다.[16][17]
- 2014년 4월 14일: 돈바스 인민군이 슬로우얀스크 입구를 장악하고 BM-21 미사일 트럭과 KrAZ 회사의 군용 트럭을 배치하여 봉쇄시켰다. KrAZ 군용 트럭은 우크라이나 방위군의 것을 탈취한 것이었다.[18]
- 2014년 4월 15일: 슬로우얀스크에서 우크라이나군의 대테러 작전이 시작되었다.[19]
- 2014년 4월 16일: 돈바스 인민군이 슬로우얀스크를 점령하여 BMD-1 보병 전투차 6대를 탈취하고[20][21] 그들은 이 탈취한 차량이 우크라이나 육군에서 탈영한 사람들에게 전달받은 것이라고 주장했다.[22][23][24][25] 보고서에서는 이 지역에서 차량이 봉쇄된 이후 탑승자들은 무장 해제되었다고 밝혔다.[26]

또 다른 사건으로, 슬로우얀스크 남부의 프촐로키노 주민 수백명이 우크라이나 장갑차 14대의 대열을 포위시켰다. 협상 이후, 군대는 AK-47 돌격소총을 포기하는 데 동의한 이후에야 멀리로 차량을 운전하는 것이 허용되었다.
- 2014년 4월 20일: 민간인 복장의 알 수 없는 부대가 슬로우얀스크 도시 입구 돈바스 인민군의 검문소를 공격했다. 이 공격으로 공격대 3명이 사망하고 돈바스 인민군 병사 3명이 사망했다.[27]
- 2014년 5월 14일: 인민군 병사 8명이 노보크라마토르스키 마시노스트로이텔리 자보드에서 IMR 차량 1대를 노획했다.[28]
- 2014년 5월 15일: 돈바스 인민군은 키예프에게 도네츠크 주 내의 모든 우크라이나 정부군을 퇴거하라는 최후통첩을 보냈다.[29]
- 2014년 5월 17일: 돈바스 인민군 병사 몇몇이 루한스크 주의 세베로도네츠크와 리시찬스크에서 BRDM 무장 장갑 차량 2대를 노획했다.[30]
- 2014년 5월 22일: 노보로시야 연방국이 결성되었다.
- 2014년 5월 23일: 돈바스 인민군 병사 몇몇이 루한스크 주의 로스쿠토브카에서 BRDM-1 장갑 차량 1대를 노획했다.[31]

### 루간스크 남동군
2014년 9월 16일, 돈바스 인민군과 연합하여 연합 노보로시야군이 되었다.

### 노보로시야 연방군

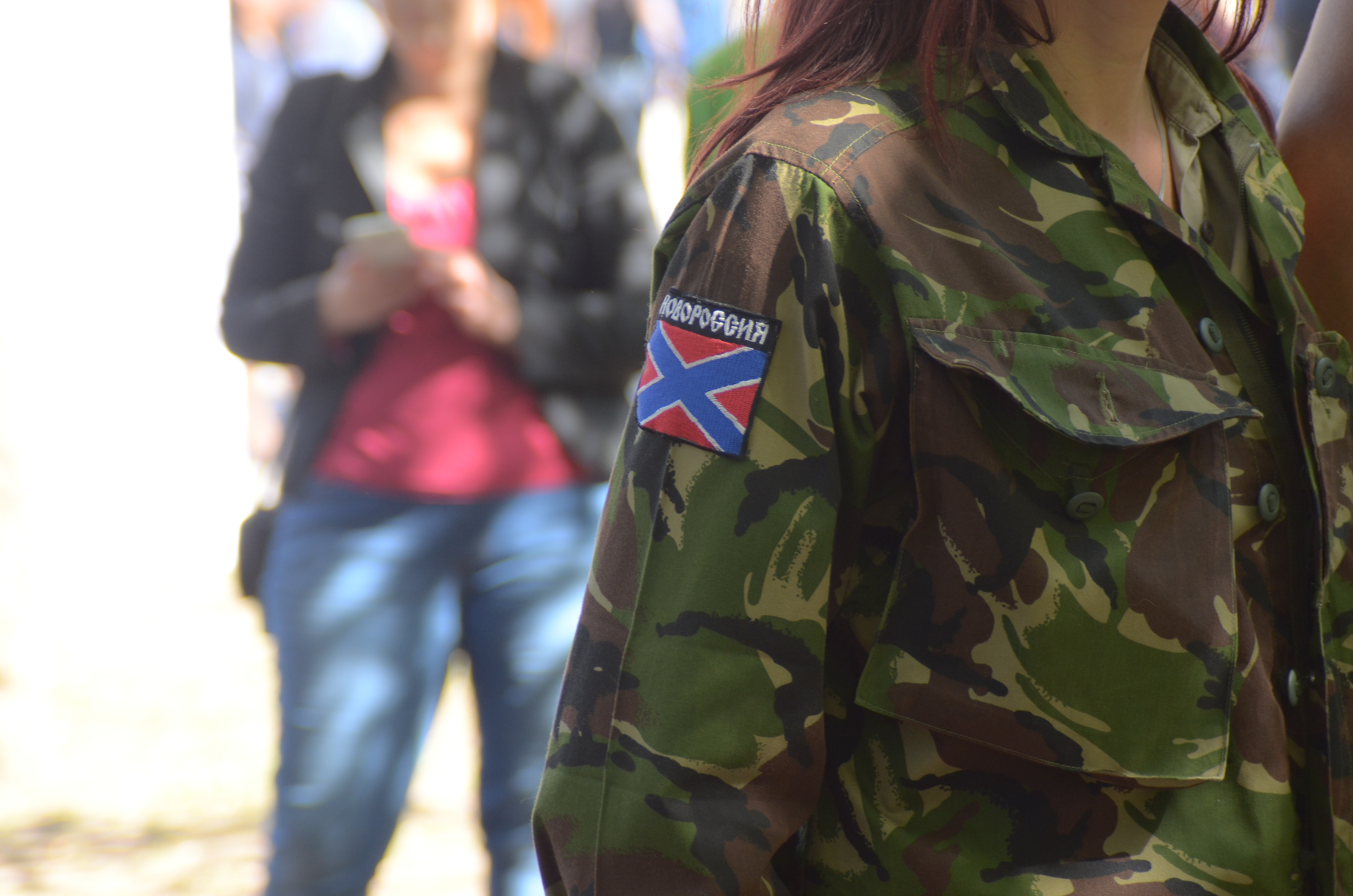
노보로시야 연방군. 2014년 9월 도네츠크

9월 16일, 루간스크 인민 공화국의 루간스크 남동군과 연합하여 노보로시야 연방군을 창설하였다.